# Boulevard de Marengo
Pour les articles homonymes, voir Marengo.
Le boulevard de Marengo (en occitan : baloard de Marengo) est une voie de Toulouse, chef-lieu de la région Occitanie, dans le Midi de la France.

## Situation et accès

### Description
Le boulevard de Marengo est une voie publique. Il sépare les quartiers de Bonnefoy et Marengo, dans le secteur 4 - Est.
La chaussée compte entre deux et trois voies de circulation en sens unique, dans le sens de rotation anti-horaire. Le boulevard est longé d'une bande cyclable, dans le même sens de circulation que les automobiles.
Le boulevard de Marengo est parcouru, entre la rue Montcabrier et le pont Georges-Pompidou, par le sentier de grande randonnée 46 (GR 46), qui va de Tours à Toulouse. Il est prolongé, à l'ouest, par le pont Pierre-Paul-Riquet, puis par les allées Jean-Jaurès et, à l'est, par la rue rue du Dix-Avril.

### Voies rencontrées
Le boulevard de Marengo rencontre les voies suivantes, d'ouest en est (« g » indique que la rue se situe à gauche, « d » à droite) :
1. Pont Georges-Pompidou (g)
2. Place du Rotary
3. Square du Lions-Club-International - accès piéton
4. Rue de Périole (g)
5. Rue René-Leduc (d)
6. Rue des Champs-Élysées (g)
7. Avenue Georges-Pompidou (g)
8. Place de l'Ordre-national-du-Mérite
9. Allée Jacques-Chaban-Delmas - accès piéton (d)
10. Rue Garipuy (g)
11. Rue Montcabrier (g)
12. Place de la Légion-d'Honneur - accès piéton(d)
13. Rue René-Leduc (d)
14. Rue du Général-Jean-Compans (g)
15. Place de l'Ordre-des-Palmes-Académiques (g)

### Transports
Le boulevard de Marengo abrite une station de la ligne  du métro, la station Marengo – SNCF. À proximité de la sortie du métro se trouve une gare de bus où les lignes L8 et 14 ont leur terminus. On trouve également à proximité, le long des boulevards de Bonrepos et de la Gare, qui longent le canal du Midi, les arrêts des lignes de bus 2327.
Les stations de vélos en libre-service VélôToulouse les plus proches sont les stations no 5 (5 rue René-Leduc) et no 96 (50 rue du Général-Jean-Compans).

## Odonymie
Le boulevard de Marengo porte le souvenir de la bataille de Marengo, victoire remportée en 1800 par Napoléon Bonaparte sur les forces du Saint-Empire germanique près du village de Marengo, dans le Piémont. Le choix de ce nom est peu clair – on peut cependant remarquer que plusieurs rues du quartier, tracées dans la première moitié du XIXe siècle, portent des noms se rapportant quant à eux aux combats de la bataille de Toulouse, livrée en 1814 par les troupes napoléoniennes.
L'aménagement du boulevard, dans les années 1960, a entraîné la disparition d'une voie plus ancienne, la rue de Marengo : c'est naturellement que le boulevard en a repris le nom. D'ailleurs, le nom s'était déjà étendu au XIXe siècle à tout le quartier, véritable faubourg populaire au visage suburbain. Il avait également été donné à des allées (actuelle avenue Georges-Pompidou), à un chemin (actuelle avenue Camille-Flammarion), à une impasse (emplacement de l'actuel no 7), à une place (actuelle place de l'Ordre-national-du-Mérite), à une petite-rue (actuelle rue Félix-Lavit) et à une rue-traversière (actuelle rue Urbain-Le Verrier).

## Histoire
En 2023, l'immeuble Roques est démoli pour le compte d'Europolia.

## Patrimoine et lieux d'intérêt

### ZAC de Marengo
La zone d'aménagement concerté (ZAC) de Marengo est une vaste opération immobilière de 10 ha, menée entre 1996 et 2006 par l'architecte Jean-Pierre Buffi et le bureau d'urbanisme Séquences pour le compte de la Setomip. Elle occupe les terrains de l'ancienne école vétérinaire.
- Arche Marengo. 
L'Arche Marengo est construite entre 1999 et 2004. Par son emplacement, à l'extrémité ouest de la ZAC de Marengo, dans l'alignement de l'axe des allées Jean-Jaurès, c'est le bâtiment emblématique de l'opération d'aménagement menée par la Setomip. Les plans en sont confiés aux architectes Jean-Pierre Buffi. L'ensemble cumule 40000 m² de bureaux, partagés entre le bâtiment sud, qui abrite la médiathèque José-Cabanis, et le bâtiment nord, partagé entre la délégation régionale de l'Institut national de l'audiovisuel (INA), les Espaces Vanel et divers services municipaux. 
L'Arche, d'un style postmoderne, combine une architecture d'ossature métallique et des murs-rideaux en verre, et des façades couvertes de panneaux en bois exotique au côté sud, et de plaquis de briques au côté nord. Les façades sont protégées de bandes de brique qui fonctionnent comme des pare-soleil amovibles.

- Marengo Boulevard. 
L'immeuble Marengo Boulevard est construit entre 2007 et 2009, à la suite d'un concours d'architecture, par les architectes Philippe Vigneu et Serge Zilio. Il compte 13 150 m² de bureaux sur huit étages, ainsi que cinq niveaux de parking en sous-sol. Le bâtiment, construit pour le compte du groupe HSBC, est occupé par les services de la communauté urbaine du Grand Toulouse, devenue Toulouse Métropole, qui s'en rend propriétaire en 2011.

- Marengo Ovale. 
L'immeuble Marengo Ovale est construit par Unofi. Il est loué par la communauté d'agglomération du Grand Toulouse entre 2003 et 2009, puis acheté pour 10 millions d'euros par la nouvelle communauté urbaine du Grand Toulouse, devenue Toulouse Métropole.

### Gare Matabiau
- no  9 : tour d'Argent.

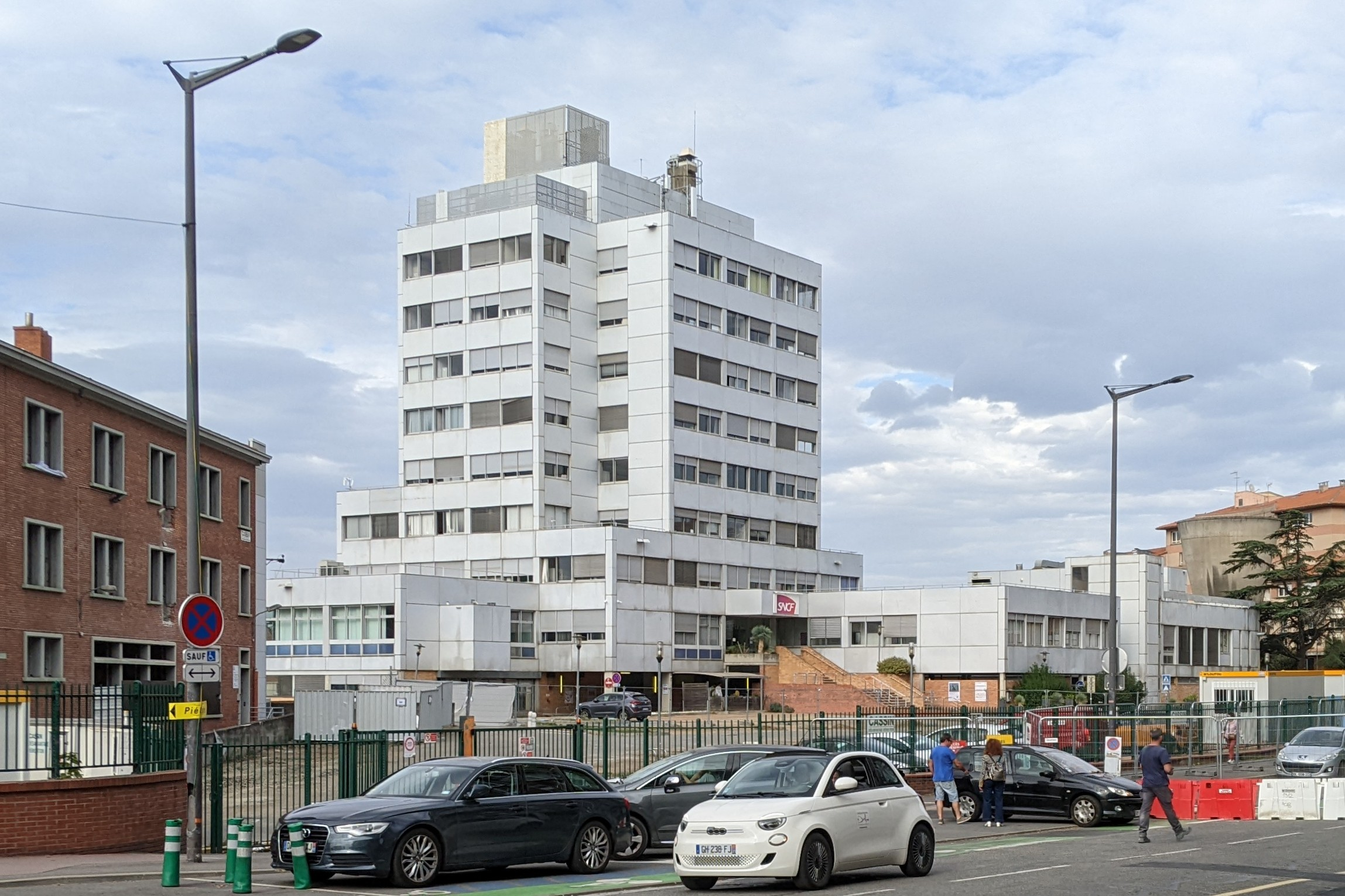
no 9 : tour d'Argent.

La tour d'Argent est un immeuble de grande hauteur, construit entre 1971 et 1973 sur les plans des architectes de l'Atelier des architectes et ingénieurs associés (AAIA). Il s'élève sur 9 étages et culmine à 36 mètres. Il abrite la direction régionale de la SNCF. La démolition de la tour est prévue en 2025, dans le cadre de l'aménagement de la nouvelle halle des transports de la gare Matabiau[5].

### Jardin Moiroud
Le jardin Moiroud est un jardin public qui s'étend entre le boulevard de Marengo et la rue Moiroud (anciens no 5 et 7). Il est créé en 2014, à l'emplacement, laissé en friche, de deux maisons démolies depuis l'aménagement du boulevard et de la ZAC de Marengo. Le jardin occupe une superficie de 212 m², ce qui en fait le plus petit jardin public de Toulouse. Il est largement occupé par une aire de jeux pour enfants.